# Premio Nacional de Novela José Rubén Romero
Premio Nacional de Novela José Rubén Romero es un galardón literario mexicano que premia anualmente a la mejor novela no publicada, se estableció en 1978 y es otorgado por el Gobierno del estado de Michoacán y el Instituto Nacional de Bellas Artes (INBA). Fue nombrado en honor de José Rubén Romero, escritor, diplomático y miembro de la Academia Mexicana de la Lengua.
El premio fue creado por el Departamento de Promoción Cultural del INBA, con el propósito de promover la actividad literaria y dar a conocer a los nuevos valores del género, pero también con la idea de difundir la cultura en los diferentes estados del país. En la primera edición resultó ganador Arturo Azuela, que recibió el reconocimiento el 8 de diciembre de 1978.

## Ganadores del premio
Los ganadores del premio y sus obras han sido:
| Año  | Autor                              | Obra                                  |
| ---- | ---------------------------------- | ------------------------------------- |
| 1978 | Arturo Azuela                      | Manifestación de silencios            |
| 1979 | Antonio Delgado                    | Figuraciones en el fuego              |
| 1980 | Joaquín Bestard                    | La calle que todos olvidan            |
| 1981 | Carlos Ruiz Mejía                  | La otra cara de la muerte             |
| 1982 | Daniel Leyva                       | Una piñata llena de memoria           |
| 1983 | Mempo Giardinelli                  | Luna caliente                         |
| 1984 | Desierto                           | Desierto                              |
| 1985 | Carlos Ruiz Mejía                  | Ciudad en suspenso                    |
| 1986 | David Martín del Campo             | Isla de lobos                         |
| 1987 | Daniel González Dueñas             | Semejanza del juego                   |
| 1988 | José Antonio Ruiz García           | Agua de charco                        |
| 1989 | Joaquín Bestard Vázquez            | Trazar un sueño en el espejo          |
| 1990 | Jenny Emily Haye                   | Por la calle de los anhelos           |
| 1991 | Mauricio Molina Cardona            | Zona vedada                           |
| 1992 | Gerardo de la Torre                | Los muchachos locos de aquel verano   |
| 1993 | José Martínez Torres               | La isla en el lago                    |
| 1994 | Ricardo Chávez Castañeda           | La conspiración idiota                |
| 1995 | Susana Pagano                      | Y si yo fuera Susana San Juan         |
| 1996 | Herminio Martínez                  | El regreso                            |
| 1997 | Cristina Rivera Garza              | Yo, Modesta Burgos I                  |
| 1998 | Desierto                           | Desierto                              |
| 1999 | Rolo Díez                          | La vida que me doy                    |
| 2000 | Humberto Guzmán                    | Viaje a la noche                      |
| 2001 | María Luisa Mendoza                | De amor y lujos                       |
| 2002 | Alejandro García                   | Cris cris, cri cri                    |
| 2003 | Rodrigo Garnica Portillo           | La pregunta                           |
| 2004 | Lourdes Macluf                     | Si hubiera mar en esta ciudad         |
| 2005 | Héctor Alvarado Díaz               | Caracol ciego                         |
| 2006 | Erma Cárdenas                      | En blanco y negro                     |
| 2007 | Issa López                         | Lengua muerta                         |
| 2008 | Queta Navagómez                    | El tigre del Nayar                    |
| 2009 | José Mariano Leyva                 | Los imponderables                     |
| 2010 | Dante Medina                       | Ya nadie es perfecto                  |
| 2011 | Celso Santajuliana                 | Perderá                               |
| 2012 | Desierto                           | Desierto                              |
| 2013 | César Silva Márquez                | La balada de los arcos dorados        |
| 2014 | Francisco Gerardo Haghenbeck       | Deidades menores                      |
| 2015 | Mauricio Carrera                   | La vida sin más                       |
| 2016 | Hilario Peña                       | Cornelio Callahan                     |
| 2017 | Marco Tulio Aguilera Garramuño     | Forma de luz                          |
| 2018 | Alma Mancilla                      | De las sombras                        |
| 2019 | Carlos Augusto González Muñis      | El consuelo de los desterrados        |
| 2020 | Imanol Caneyada                    | Nómadas                               |
| 2021 | Hugo Roca Joglar                   | Puedo ver el futuro: hay un asesinato |
| 2022 | Antonio Adalberto Cravioto Batarse | Los eclipses en Saturno               |
| 2023 | Carlos Alejandro Calles Guerra     | Daltónico                             |
| 2024 | Omar Delgado                       | Los mil ojos de la selva              |